# Chiến tranh Chechnya lần thứ nhất
Cuộc chiến Chechnya lần thứ I là một cuộc xung đột giữa Liên bang Nga và Cộng hòa Chechnya Ichkeria, từ tháng 12 năm 1994 đến tháng 8 năm 1996. Nguyên nhân bắt nguồn từ việc Chính phủ tự trị ở Chechnya tuyên bố độc lập, ly khai vùng này khỏi nước Nga. Chính phủ Nga không chấp nhận việc một vùng lãnh thổ của họ ly khai vì nó đe dọa sự toàn vẹn lãnh thổ của nước Nga, nên đã đem quân đánh dẹp chính phủ Chechnya.
Đỉnh điểm của cuộc chiến là trận đánh ở thủ đô Grozny. Mặc dù quân số áp đảo, được sự hỗ trợ của không quân, quân Nga đã cố gắng chiếm quyền kiểm soát khu vực miền núi của Chechnya nhưng không thành công. Năm 1996, chính phủ của Boris Yeltsin tuyên bố một thỏa thuận ngừng bắn và một hiệp ước hòa bình được ký kết một năm sau đó. Con số chính thức số quân Nga tử trận là 5.732. Không có con số chính xác cho số quân Chechnya bị giết, con số ước lượng là từ 3.000 đến 17.391 người tử trận. Ước tính số thường dân bị chết từ 30.000 đến 80.000 người, nhiều thành phố và làng mạc trên khắp nước Cộng hòa trong tàn phá và hủy hoại.

## Bối cảnh

### Liên Xô tan rã

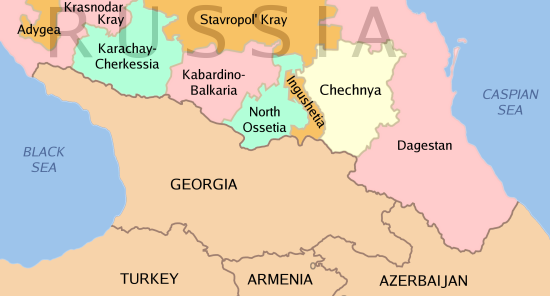
Khu vực Chechen (Ngoại Kavkaz)

Liên Bang Nga độc lập sau khi Liên Bang Xô Viết tan rã. Nga đã được chấp nhận rộng rãi là nhà nước kế vị Liên Xô. Trong thời gian đầu, tình hình chính trị Nga không ổn định. Hạ viện Nga (Duma) đã ban hành các bộ luật nhằm củng cố quyền hành. Trong khi đó, ở Chechnya, một chính phủ chống đối dần hình thành.
Năm 1992, Tổng thống Nga đã thông qua điều luật Duma ban hành. Tuy nhiên, hai quốc gia Chechnya và Tatarstan đã không thông qua. Cuối cùng, năm 1994, Tổng thống Yeltsin đã ký hiệp định đặc biệt, ban cho các nước cộng hoà trực thuộc đặc quyền chính trị lớn hơn. Nhưng Chechnya đã không thông qua. Mâu thuẫn nảy sinh.

### Chechenđộc lập

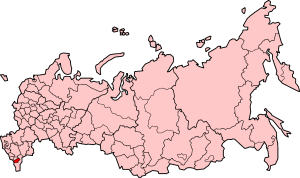
Khu vực Chechen (Tròn, đỏ đậm)

Trong khi đó, ở Chechen, Dzhokhar Dudayev-một chính trị gia lớn đã đứng lên, tuyên bố độc lập cho Chechnya. Quốc hội do ông này lập ra đã đặt tên nước là Cộng hoà Chechen. Tuy nhiên, không có sự ủng hộ từ quốc tế. Sau khi Chechen tuyên bố độc lập, Nga phản ứng dữ dội. Có thể gặp sự phản ứng này tương tự như Gruzia trong Chiến tranh Nam Ossetia 2008.
Nhờ khả năng "thiên bẩm" của mình, Dzhokhar Dudayev đã có được sự ủng hộ mạnh mẽ của quần chúng Chechen. Ông này cũng thành lập nên quân đội Chechen, có sự trang bị hiện đại và sự hậu thuẫn của Mỹ cũng như phương Tây, sẵn sàng đối đầu với quân Nga.

## Diễn biến

### Căng thẳngGrozny-Moskva
Từ năm 1991, nhiều người dân tộc Chechen đã có ý định chống đối Nga. Sau khi Chechen độc lập, căng thẳng Grozny và Moskva đã xảy ra. Chính phủ Chechen đã quyết định trục xuất những người Nga sống tại Chechen (Dân số Chechnya chủ yếu là người Nga, Ukraina, Armenia).. Sau sự kiện biểu tình chống Nga năm 1993, chính phủ lâm thời do Dudayev đã lên thay thế chính thức chính quyền Nga tại đây.

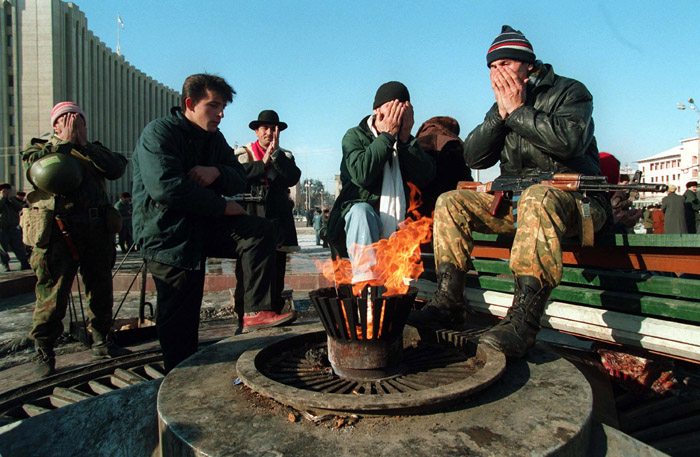
Các tay súng Chechen

Đến tháng 8 năm 1994, các Đảng đối lập, chống đối Dudayev đã ra mặt chống đối. Moskva đã bí mật cung cấp vũ khí cho các tay súng chống đối Dudayev. Sự việc vỡ lở, Grozny cáo buộc Moskva tiếp tay cho khủng bố. Lập tức, Yeltsin đã cho binh sĩ kéo đến, phong toả Chechen.
Phiến quân làm loạn ở Grozny từ tháng 10 năm 1994. Tuy nhiên, không thành công. Nga đã chính thức tuyên chiến với Chechnya. FSB, Quân đội Nga được cài vào các cơ quan của Chechen để đối phó. Kể từ ngày 01 Tháng 12, lực lượng Nga đã công khai thực hiện không kích Chechnya. Ngày 11 Tháng 12 Năm 1994, Tướng Pavel Grachev của Nga đã đồng ý để "tránh tiếp tục sử dụng vũ lực", lực lượng Nga tiến vào nước Cộng hòa để "thiết lập trật tự hiến pháp tại Chechnya và bảo quản sự toàn vẹn lãnh thổ của Nga".

### Diễn biến quân sự

#### Giai đoạn đầu

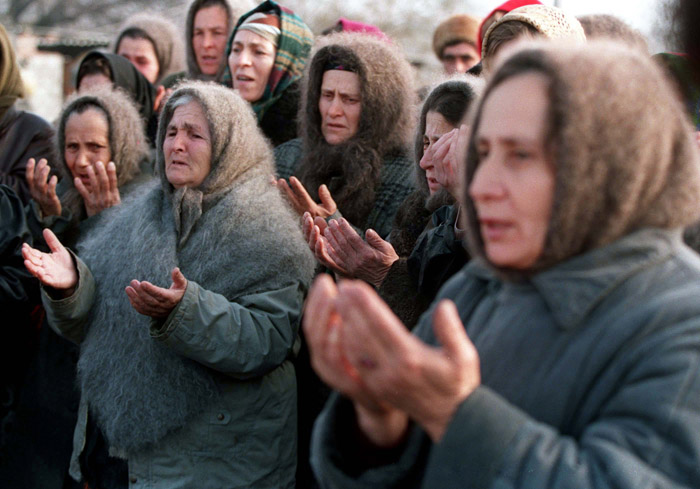

Ngày 11 tháng 12 năm 1994, Nga đã tấn công Chechen từ nhiều phía. Hành động này không được ủng hộ. Rất nhiều quan chức Nga đã từ chức để phản đối. Tình hình này khiến Bộ trưởng Bộ Quốc phòng Nga cũng phải từ chức. Người Nga coi đây là hành động "nồi da nấu thịt". Hơn 800 quân nhân đã từ chối tham chiến, trong đó có 83 người bị xét xử. Tướng Nga là Lev Rokhlin cũng từ chối tham gia. Việc không chuẩn bị tốt về tư tưởng chính trị đã khiến tinh thần và hiệu quả tác chiến của quân Nga bị sụt giảm nghiêm trọng trong chiến dịch.

#### Ngatiếp tục tấn công

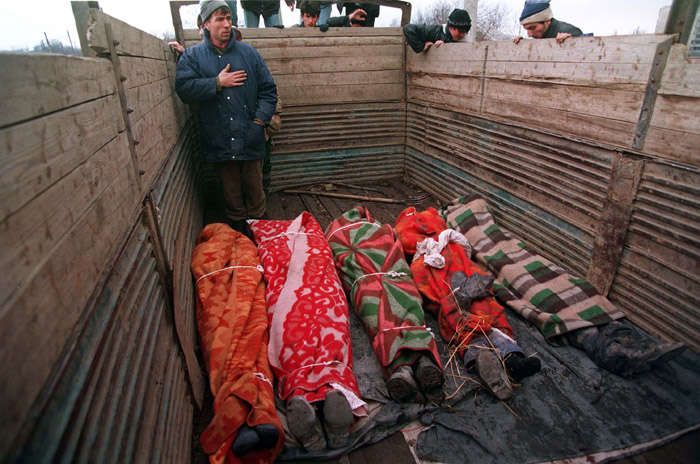
Xác lính Nga sau trận Grozny

Trận Grozny (1996) là trận đánh thứ ba ở Grozny trong Chiến tranh Chechnya. Trận Grozny này bắt đầu khi các phiến quân chống đối Dudayev cùng với quân Nga bất ngờ công kích. Đây là trận đánh dẫn đến thỏa thuận ngừng bắn cuối cùng giữa hai bên. Trong trận này, Nga có ưu thế về quân số và vũ khí, nhưng chiến thuật của họ không phù hợp, tinh thần chiến đấu thấp và binh sĩ chỉ được huấn luyện sơ sài, nên đã bị thiệt hại nặng vì sức chống trả quá dữ dội của quân Chechnya, khiến họ phải đề nghị ngừng bắn.

## Kết quả

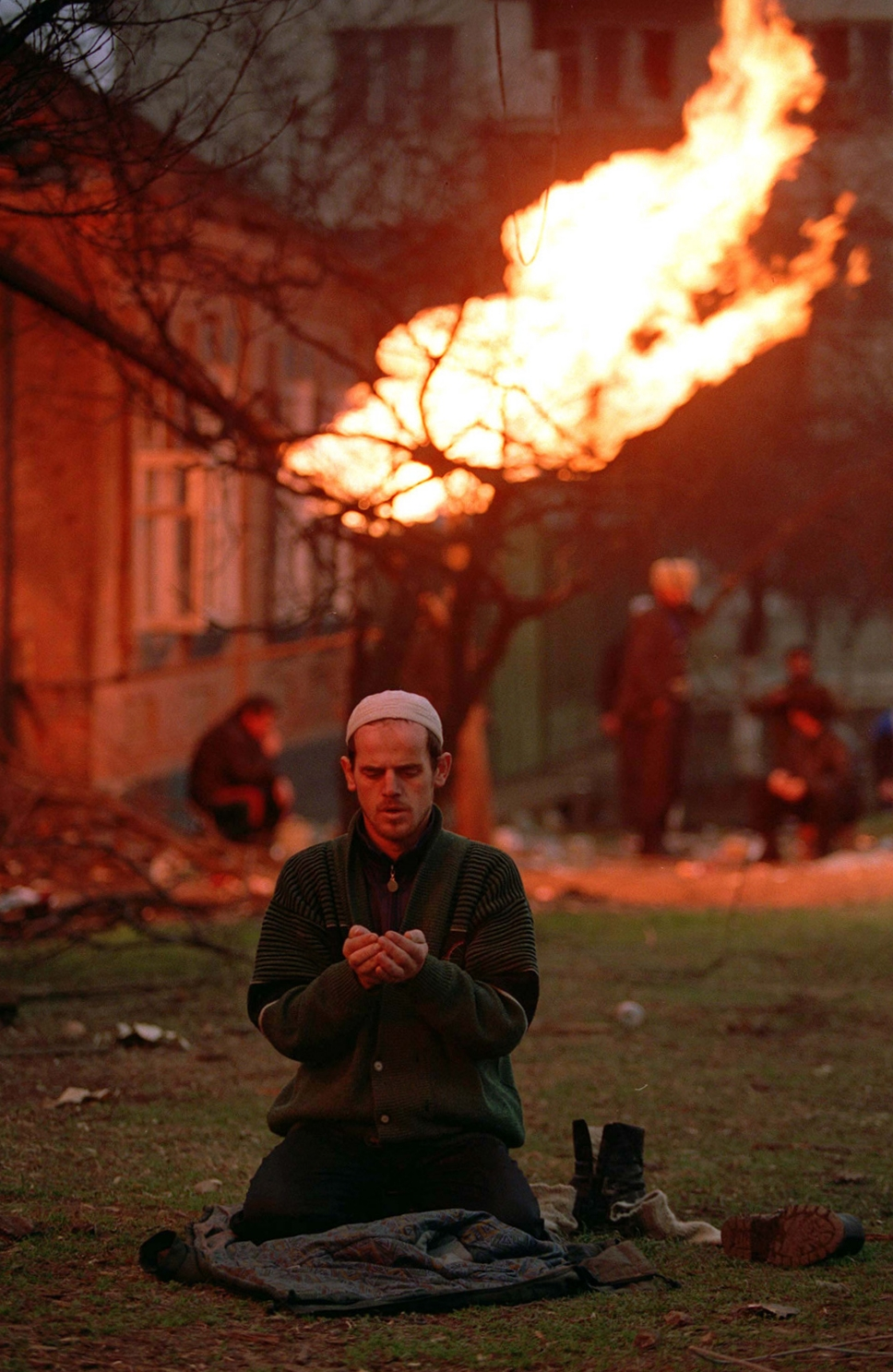
Một người Chechen sau trận Grozny

Theo phía Nga công bố, họ có 3.826 binh lính đã thiệt mạng, 17.892 bị thương, và 1.906 mất tích. Theo uỷ ban Quân sự độc lập của Nga, họ có 5.362 binh lính thiệt mạng, 52.000 người bị thương hoặc bị bệnh. Thương vong của phía Chechnya được ước tính lên đến 100.000 người chết hoặc nhiều hơn, trong đó phần lớn là dân thường, Bộ trưởng Nội vụ Nga Anatoly Kulikov cho rằng ít hơn 20.000 dân thường đã thiệt mạng.
Tháng 11 năm 1996, hai bên đã ký một thoả thuận, quyết định Nga phải bồi thường cho những người dân Chechnya bị ảnh hưởng từ cuộc chiến. Nga cũng chấp nhận một ân xá cho các binh sĩ Nga và phiến quân Chechnya như nhau.. Tuy nhiên, quan hệ Grozny-Moskva vẫn chưa thể ấm lên. Sau cuộc tấn công lại năm 1999, mâu thuẫn lại tiếp tục nảy sinh.

## Tham khảo

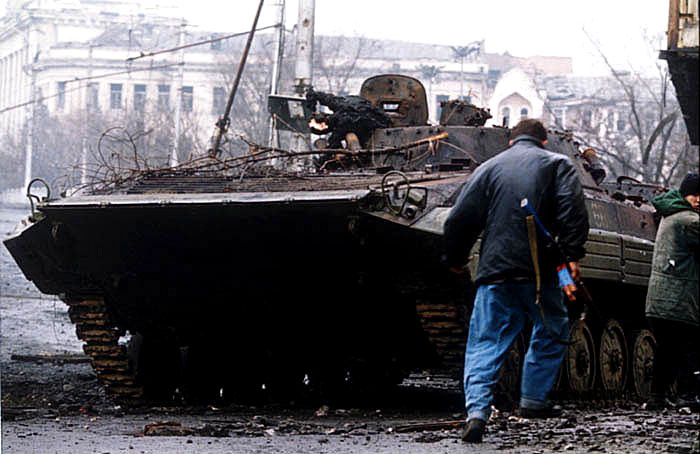
Người Chechen bên cạnh xác của một chiếc xe chiến đấu bộ binh BMP-1 của Nga

## Chú thích

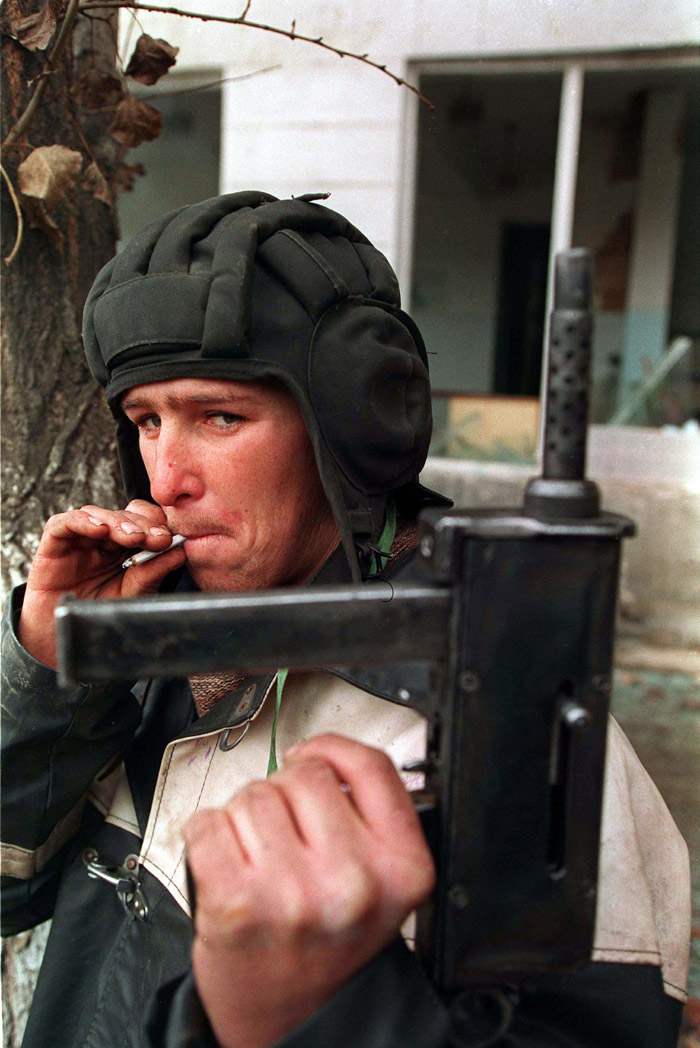
Một lính Chechen với súng Borz trong tay